# ایکشکیل
ایکشکیل (به آلمانی: Uexküll) شهرکی در لتونی با جمعیت ۸٬۳۳۱ نفر است که در Ogre District واقع شده‌است.